# Bolesław Gonet

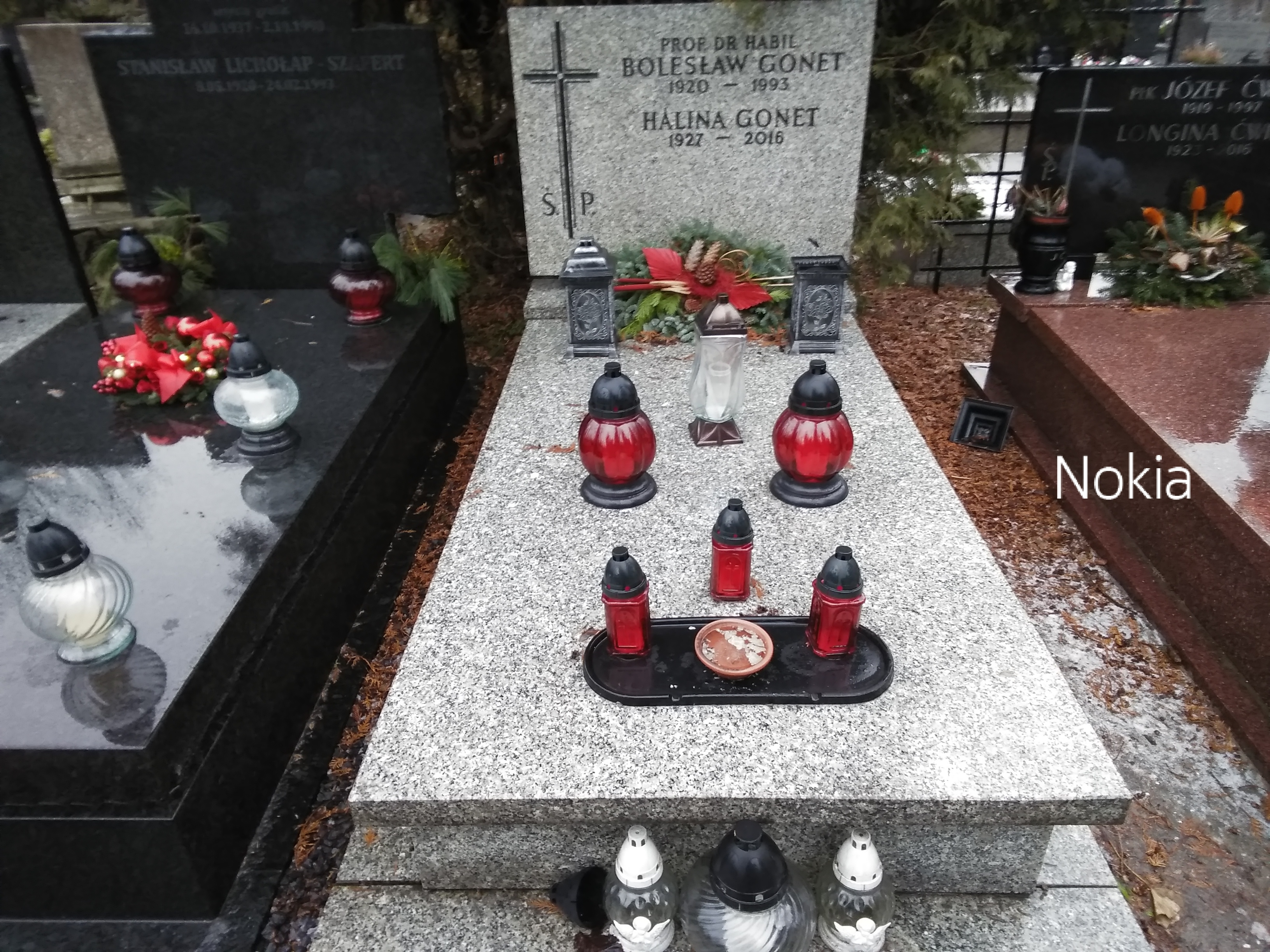
Grób Bolesława Goneta na Cmentarzu Wojskowym na Powązkach

Bolesław Gonet (ur. 1920, zm. 1993) – polski naukowiec, profesor, doktor habilitowany. W latach 1981–1988 dziekan Wydziału Technologii Drewna Szkoły Głównej Gospodarstwa Wiejskiego. W 1986 został honorowym członkiem Polskiego Towarzystwa Leśnego. Jest pochowany na Cmentarzu Wojskowym na Powązkach w Warszawie (kwatera H II, rząd 5, grób 7).